# Обряд переходу
Обряд переходу — це ритуал, що позначає перехід людини від одного стану в інший, зміну статусів. Це універсальне явище демонструє які соціальні ієрархії, цінності та переконання відіграють важливу роль в конкретних культурах.

## Визначення поняття
Обряд переходу — це церемонії навколо певних подій в житті людини, таких як статеве дозрівання, зрілий вік, шлюб, смерть. Наприклад, церемонії хрещення, миропомазання, котрі є важливими для представників відповідних релігій.
Концепція «обряду переходу» як загальної теорії соціалізації була запропонована Арнольдом ван Геннепом для позначення ритуалів переходу від «дитячого» періоду до повного включення в плем’я або соціальну групу. Його праці здійснили великий вплив на антропологічну думку.
Обряди переходу часто не визнаються такими в культурі, в якій вони відбуваються. Багато соціальних ритуалів можуть розглядатися як обряди переходу, але деякі важливі структурні та функціональні елементи в них можуть бути відсутні, наприклад зазвичай відсутніми є суспільне визнання та етап включення.

## Ван Геннеп про обряди переходу
Метою книги ван Геннепа «Обряди переходу» (1908) було створити класифікацію церемоній, що супроводжують перехід з одного стану в інший. Обрядом переходу можна вважати будь-який ритуал або церемонію, пов'язану зі зміною соціального статусу індивіда, якого стосується цей ритуал. Наприклад, похорон, посвята в лицарі, ініціація, хрещення і т. д. Обряди переходу виконують подвійну функцію: вони свідчать про зміну статусу та здійснюють цю зміну магічним шляхом.
Ван Геннеп займався загальними особливостями переходів впродовж життя, які оформлені в систему обов'язкових ритуалів переходу від одного статусу до іншого. Кожен статус закріплює людину в певній групі та системі міжособистісних відносин. Обряд переходу надає можливість індивіду бути прийнятим суспільством в новому статусі, а суспільству — прийняти його в цьому статусі. Ван Геннеп розвив свою теорію на основі аналізу переходів до нового статусу в різних суспільствах.
Арнольд ван Геннеп казав, що кожне суспільство містить в собі багато окремих спільностей. В сучасних суспільствах помітне більш-менш чітке розділення між суспільством світським та релігійним. Щоб перейти з однієї групи (спільності) в іншу потрібно здійснити певні дії. Оскільки між світським та сакральним світом розбіжність настільки велика, що перехід з однієї групи в іншу не може здійснитись без проміжного випробувального терміну.
Не зважаючи на тип суспільства, життя конкретної людини обумовлене послідовними переходами з одного віку до іншого, від одного виду діяльності до іншого. Будь-яка зміна статусу людини тагне за собою взаємодію світського та сакрального, що потребує виконання певного ритуалу. Саме життя передбачає неминучість послідовних переходів з одного середовища в інше, з одного суспільного стану в інший. Тому людина за життя послідовно проходить певні етапи. Таким етапами є народження, досягнення соціальної зрілості, шлюб, батьківство, підвищення суспільного статусу, професійна спеціалізація, смерть, котрі мають на меті забезпечити перехід людини з одного стану в інший.
Крім основної мети обрядів переходу, яка полягає в тому, щоб забезпечити перехід з однієї магічно-релігійної чи світської спільності в іншу, кожна з цих церемоній має ще й власну мету. Наприклад, весільні церемонії включають обряди плідності, церемонії з приводу народження дитини — обряди-передбачення, похоронні церемонії включають захисні обряди і т. д.

## Стадії обрядів переходу
Обряди переходу поділяються на три стадії: відлучення, порогова стадія та залучення. Арнольд ван Геннеп пропонував називати обряди відлучення прелімінарними, перехідний етап або порогові — лімінарними, а церемонії включення до нової групи — постлімінарними.
На першій стадії люди виходять з їх поточного стану та готуються до переміщення з одного стану або місця в інший. На цій стадії завжди існує відділення від колишнього, що позначається символічними діями та ритуалами. Прикладом може бути момент, коли людині, що вступила до армії, обрізають волосся.
Лімінарний або перехідний етап є періодом між станами, під час якого людина залишила одне місце або стан, але ще не вступила в наступний.
На третьому етапі відбувається залучення індивіда в суспільство (групу) з його новим статусом. Етап включення характеризується складними ритуалами та церемоніями, наприклад, бал дебютантів або закінчення школи, з новими символами зв'язку (під час реєстрації обрядів використовують «священний обов'язок», «вузол», «священний шнур», аналогічними формами чого є пояс, кільце, браслет, корона).
Всі три стадії можуть бути частиною одного і того ж церемоніального циклу. Іноді перехідний період розтягнутий настільки, що являє собою самостійний етап. Наприклад, заручини є проміжним періодом між юністю та шлюбом для жінок.

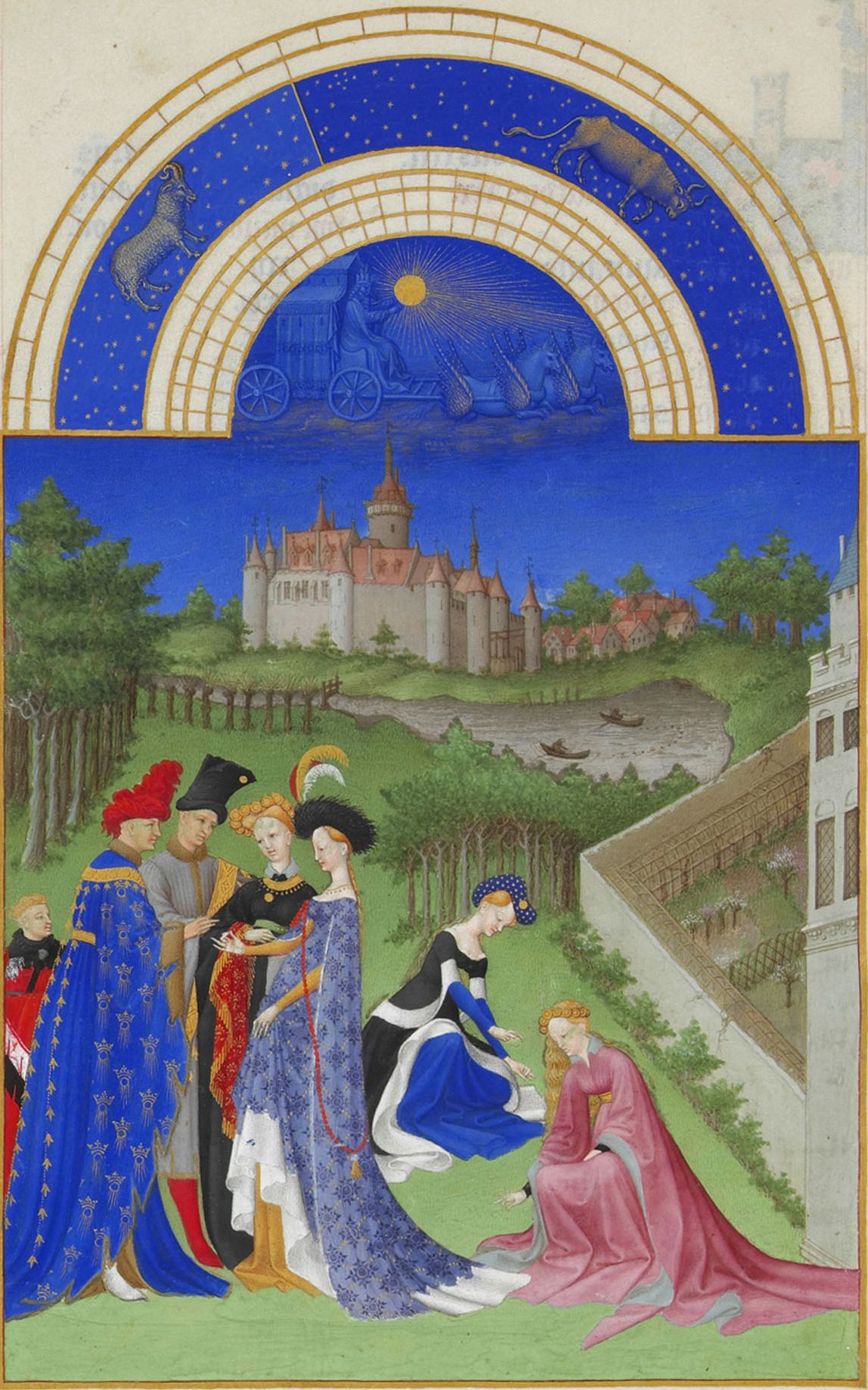
Заручини — чудовий приклад перехідного періоду

Ідеї Арнольда ван Геннепа про стадії обрядів переходу в подальшому були розвинуті Віктором Тернером, який досліджував лімінарні періоди людських спільнот. В.Тернер вважав, що обряди перехода не обмежуються лише рухом між приписаними статусами. Вони стосуються і набутих статусів.

## Класифікація
Окрім вищезгаданого, ван Генеп пропонує єдину схему групування різних обрядів у типи. Отже, власне класифікація:
Симпатичні обряди ґрунтуються на вірі про вплив подібного на подібне, протилежного на протилежне, частини на ціле, слова на дію.
Контагіозні ґрунтуються на уявленні про матеріальне середовище та його здатність передавати природні чи набуті властивості шляхом безпосереднього контакту або на відстані.
Прямі та непрямі дії. Обряд безпосереднього впливу здійснюється без посередника та передбачає негайний результат (прокляття, порча і т. д.). Непрямий обряд виступає поштовхом, який змушує діяти автономну, або персоніфіковану, силу або цілу серію сил такого порядка (демона, групу джинів, божество).
Позитивний обряд є способом вираження бажання і являє собою дію, а не заперечення дії.
Негативний обряд — це заборона, наказ «не діяти» (табу).